# 나다니엘 테일러

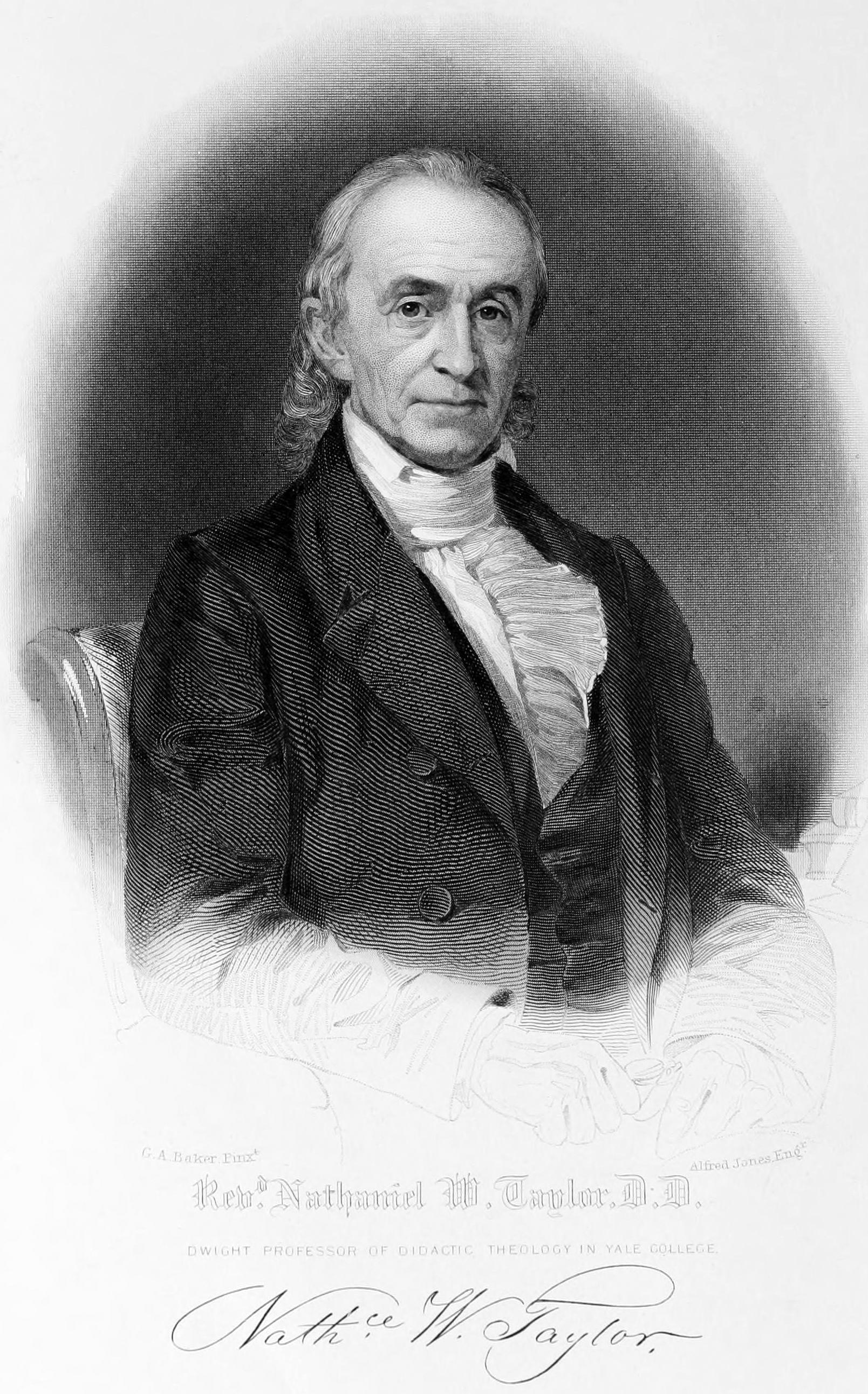
나다니엘 테일러 초상화

나다니엘 테일러(영어: Nathaniel W. Taylor, 1786년 ~ 1858년)는 미국의 신학자이다.
코네티컷주 밀포드 태생으로 1800년 예일대학교에 입학하여 티모시 드와이트와 1806년에 대화 중에 회심하였으며, 1808년부터 두 해동안 그의 집에서 살았다. 그 후 1812년 뉴헤이븐 제일교회에 취임하여 1815년, 1816년, 1820년 내지 1821년 세번의 부흥기를 인도했다. 예일 신학대학교에서 '드와이트교수'로 재직시 그는 미국의 가장 유명한 36의 신학자가 되었다.

## 도덕정부
테일러의 예일대학교의 강의 중에 '신적 계시의 심장'은 그의 사후 2권의 책으로 출판되었는 데, 그는 성경이 도덕정부의 본질을 밝혀 내기위한 목적으로 쓰여졌다고 주장하였다.

## 저서
- Charge to the Clergy (성직자의 책임)[3]: 원죄교리를 새롭게 방어함.

## 같이 보기
- 뉴잉글랜드신학